# Habal (T), Sedam
Habal (T) là một làng thuộc tehsil Sedam, huyện Gulbarga, bang Karnataka, Ấn Độ.